# NIC-37B
La NIC-37B  es una importante carretera nacional clasificada como troncal principal en Nicaragua. Esta vía comienza en el Oeste, conectándose en el muelle de Puerto Díaz, departamento de Chontales y culmina en la NIC-7 en Juigalpa también en el departamento de Chontales.

## Extensión
Con una extensión de 15,94 millas (25,7 km), la NIC-37B juega un rol clave en la conectividad y transporte de la región.